# Яковлев, Михаил Карлович
Яковлев Михаил Карлович (1851—1931) — кораблестроитель, старший судостроитель Санкт-Петербургского порта, строитель броненосных кораблей Российского императорского флота, генерал-майор по адмиралтейству.

## Биография
Родился 9 марта 1851 года в семье архитектора в г. Измаил. В службе с 1870 года. Окончил Техническое училище Морского ведомства в Кронштадте. В 1873 году произведён в кондукторы, в 1874 году — в подпоручики Корпуса корабельных инженеров.
В начале 1892 года М. К. Яковлев заложил в деревянном эллинге на Балтийском заводе броненосец береговой обороны «Адмирал Ушаков» и в малом каменном эллинге Нового Адмиралтейства однотипный броненосец «Адмирал Сенявин». Яковлев провёл разбивку корпуса броненосцев на плазе и сборочные работы на стапеле, затем его на должности главного строителя сменил младший судостроитель П. П. Михайлов.
В конце 1893 года старший помощник судостроителя Яковлев был переведён в Николаевский военный порт. 17 января 1894 года в Николаевском адмиралтействе заложил эскадренный броненосец «Ростислав». В январе 1895 года Яковлев был произведён в младшие судостроители. 20 августа 1896 года броненосец «Ростислав» был спущен на воду и в 1900 году вступил в эксплуатацию
31 января 1900 года Яковлев был назначен старшим судостроителем Санкт-Петербургского порта. 20 мая 1900 года М. К. Яковлев заложил на Галерном острове в Санкт-Петербурге эскадренный броненосец «Орёл». Был главным строителем корабля до июня 1904 года, после введения корабля в эксплуатацию его сменил младший судостроитель В. П. Лебедев.
В 1908 году вышел в отставку с пожалованием чина генерал-майора, в дальнейшем работал помощником начальника Адмиралтейского судостроительного завода.
После Октябрьской революции Михаил Карлович перешёл на сторону Советской власти. До последних лет жизни работал, делал модели кораблей, часть из которых хранится в Центральном военно-морском музее.
Михаил Карлович Яковлев был женат, имел четверых детей: Людмила (1888—1961), Лидия (1891—1942) умерла в блокадном Ленинграде, Борис (1895—1924) погиб в застенках ВЧК, Мария (1902—1989).

## Награды
- орден Святого Станислава (1896);
- орден Святой Анны (1 апреля 1901);
- серебряная медаль «В память царствования императора Александра III» (1896)[1]